# Achyrocalyx decaryi
Achyrocalyx decaryi är en akantusväxtart som beskrevs av Raymond Benoist. Achyrocalyx decaryi ingår i släktet Achyrocalyx och familjen akantusväxter. Inga underarter finns listade i Catalogue of Life.